# Cours Clemenceau
Le cours Clemenceau est une voie publique de la commune de Rouen.

## Situation et accès
Le cours Clemenceau est situé à Rouen.

## Origine du nom
Il porte le nom de Georges Clemenceau (1841-1929).

## Historique
La création du cours Clemenceau est le résultat des réflexions de Jacques Gréber, architecte de la reconstruction de Rouen.